# غادة رزوقي
غادة رزوقي (22 أغسطس 1976 -)، مذيعة كويتية.

## حياتها
ولدت في الكويت من أب كويتي ومن أم مصرية. حاصلة على ليسانس آداب لغة إنجليزية بدأت مشوارها الإعلامي في تلفزيون دولة الكويت عام 1997 عندما كانت طالبه في جامعه الكويت في كليه الاداب قسم الأدب الإنجليزي لها العديد من البرامج المنوعه الناجحة وشاركت في كثير من المهرجانات الفنية والثقافيه والتربويه فكانت أول مشاركه مع انطلاق مهرجان هلا فبراير الفني الكبير في دوله الكويت كذلك شاركت في مهرجان الدوحة الغنائي في دوله قطر ومهرجان الفجيره الدولي للمونودراما المسرحية ومهرجان الصيف الثقافي تحت مظله المجلس الوطني للثقافة والفنون والاداب كما قدمت عدد من المهرجانات الثقافية مثل مهرجان القرين ومهرجان الكويت للمسرح. وفي عام 2010 انتقلت إلى قناة الوطن وقدمت برنامج تو الليل.
عام 2015 بعد إغلاق قناة الوطن إنتقلت لشاشة تلفزيون الكويت لتقديم برنامج ليالي الكويت بمشاركة عدة زملاء منهم عبد الله الطليحي، عبد الله يحيى، سعود بوشهري.

## حياتها الأسرية
هي متزوجة من المدير السابق لإدارة العلاقات العامة والإعلام الأمني بوزارة الداخلية الكويتية العميد عادل الحشاش والمسجون حالياً بالقضية المشهورة باسم (اختلاسات الضيافة) ولها منه ثلاث أبناء منهم أحمد وحليمة.

## البرامج التي قدمتها
| اسم البرنامج          | على قناة       |
| --------------------- | -------------- |
| ستوديو 500            | تلفزيون الكويت |
| استراحة الجمعة        | تلفزيون الكويت |
| صباح الخير ياكويت     | تلفزيون الكويت |
| مساء الخير ياكويت     | تلفزيون الكويت |
| تي في تق              | تلفزيون الكويت |
| زاجل                  | تلفزيون الكويت |
| المنصور وغادة عالهوا  | تلفزيون الكويت |
| ليالى غادة الرمضانية  | تلفزيون الكويت |
| أحلى بلد              | تلفزيون الكويت |
| تو الليل              | قناة الوطن     |
| قالب:برنامج ليلة خميس | تلفزيون الكويت |
| ليالي الكويت          | تلفزيون الكويت |